# Eli (2019)
Eli (No Brasil e em Portugal, Eli) é um filme de terror americano de 2019, dirigido por Ciarán Foy com o elenco de Kelly Reilly e Sadie Sink. O filme é produzido pela Paramount Pictures, MTV Films, Bellevue Productions e Netflix. Apresenta a história de Eli, um garoto de 11 anos que é submetido pelos pais a um tratamento para sua doença que é rara e auto-imune e acaba descobrindo que a clínica em que está internado não é tão segura como pensava.

## Sinopse
Eli Miller é um jovem garoto que sofre de uma doença rara que causa reações alérgicas graves ao ar livre, forçando-o a viver sua vida em equipamento de proteção. Seus pais, Rose e Paul, o levaram para a unidade médica isolada da Dra. Isabella Horn, uma casa grande e antiga que foi modernizada e colocada em quarentena. Eli está inicialmente muito feliz que a instalação lhe permita remover seu "traje de banho", abraçar seus pais e desfrutar dos confortos anteriormente negados a ele. Sua alegria é curta, no entanto, quando ele começa a experimentar fenômenos sobrenaturais em casa. Ele também inicia seus tratamentos, que são dolorosamente dolorosos.
Eli faz amizade com Haley, uma jovem garota com quem ele fala através de uma grande janela no primeiro andar da casa. Ela é a única pessoa que acredita nas alegações de que a casa é assombrada. Ela diz a ele que nenhum dos outros pacientes tratados por Horn deixou a instalação, o que implica que eles morreram. Eli descobre que a palavra "mentira" é na verdade o número invertido 317, a senha do escritório de Horn. Quando ele investiga o escritório, ele encontra os registros de pacientes anteriores de Horn, mostrando que todos eles foram mortos pelo terceiro tratamento final.

## Elenco
- Charlie Shotwell como Eli Miller
- Kelly Reilly como Rose Miller, mãe de Eli
- Max Martini como Paul Miller, o pai de Eli
- Lili Taylor como Dra. Isabella Horn
- Sadie Sink como Haley
- Deneen Tyler como enfermeira Barbara
- Katia Gomez como enfermeira Maricela
- Austin Fox como Perry Hobbes
- Kailia Posey como Agnes Thorne
- Parker Lovein como Lucius Woodhouse
- Lou Beatty Jr como proprietário do Motel
- Jared Bankens como líder de gangue
- Nathaniel Woolsey como Punk #1
- Mitchell De Rubira como Punk #2
- Kaleb Naquin como Punk #3[5]

## Produção

### Desevolvimento
O roteiro de David Chirchirillo foi mencionado na Black List 2015, compilando os melhores roteiros do ano. Em março de 2017, foi anunciado que Ciarán Foy iria dirigir o filme, com Ian Goldberg e Richard Naing também contribuindo com o roteiro.
Trevor Macy e John Zaozirny produzirão o filme, enquanto Melinda Nishioka atuará como co-produtora. Daniel Hammond e Gabriel Hammond serão os produtores executivos do filme, sob as bandeiras Broad Green Pictures, Intrepid Pictures e Bellevue Productions, respectivamente.

### Filmagem
A fotografia principal começou em janeiro de 2018 em Nova Orleans, Luisiana.